# Ekateríni Dimitréa
Ekateríni Dimitréa, en grec moderne : Αικατερίνη Δημητρέα (1920-1965), connue en tant que L'empoisonneuse du Magne (δηλητηριάστρια της Μάνης), est une tueuse en série grecque qui a empoisonné quatre membres de sa famille avec du parathion éthyl de mai à septembre 1962. Après son arrestation, elle a avoué les meurtres et affirmé qu'elle avait l'intention d'empoisonner tout son village par dépit personnel, car elle aurait été maltraitée par eux. En conséquence, Ekateríni Dimitréa est reconnue coupable et condamnée à mort pour chaque meurtre, ce qui lui vaut d'être exécutée le 10 avril 1965. 

## Jeunesse
Peu de choses sont connues de la vie d'Ekateríni Dimitréa. Née en 1920 dans le petit village de Neochóri, en Messénie, elle est l'un des nombreux enfants d'une famille rurale. À un certain moment de sa vie, elle se marie et a une fille, mais elle divorce ensuite de son mari et connaît des difficultés financières, survivant avec un chèque d'aide sociale de 200 drachmes. Selon ses propres dires, Ekateríni Dimitréa n'est pas aimée par sa famille, sa mère la harcèle constamment pour qu'elle quitte la maison tandis que son frère la maltraite verbalement et parfois physiquement. La situation est encore compliquée par le fait qu'elle souffre d'une hémiparésie partielle, ce qui rend sa jambe et son bras gauche plus faibles. Malgré ces abus présumés, Ekateríni Dimitréa est considérée comme une femme normale et calme qui ne ferait aucun mal à son entourage.

## Meurtres
Le 27 mai 1962, Ekateríni Dimitréa effectue quelques tâches ménagères lorsqu'elle reçoit soudainement la visite de sa mère, Stefoula Loukarea, âgée de 80 ans. Dans ce qui semble être un geste amical, elle lui propose de lui servir une assiette de spaghettis, cette dernière ignorant qu'elle contient du parathion. Presque immédiatement après avoir consommé le repas, Loukarea fait une crise, a des convulsions et se plaint de douleurs abdominales avant de finalement succomber au poison. Une autopsie conclut que sa mort est le résultat d'une crise cardiaque, mais aucun soupçon n'est soulevé à l'époque puisqu'elle avait eu des problèmes cardiaques chroniques.
Le 19 juillet, elle répète l'acte avec sa cousine de 40 ans, Potoula Tsilogonea, qu'elle a invitée à prendre un café. Comme la victime précédente, elle souffre de convulsions et se cogne accidentellement la tête sur le sol, provoquant une fracture massive du crâne. L'autopsie qui suit attribué par erreur la cause du décès à cette même fracture, et la mort de la femme est considérée comme un accident, sans qu'aucune enquête n'ait été menée sur ce qui l'avait provoqué. Quelques jours plus tard, Ekateríni Dimitréa invite son frère, Konstantinos Lucareas, 45 ans, à lui rendre visite et lui offre un café. Après la visite, Lucareas se sent mal et s'effondre sur la route, après quoi des villageois l’emmènent à l'hôpital, où il subit un lavage gastrique. Lucareas finit par se rétablir, mais peu de temps après sa libération, il est invité une nouvelle fois à prendre un repas chez sa sœur le 6 août. Cette fois, Ekateríni Dimitréa lui offre des œufs empoisonnés au parathion, ce qui a pour effet de tuer Lucareas. Lors de l'autopsie qui suit, la cause de la mort est déterminée comme étant une « crise cardiaque résultant de problèmes avec la vésicule biliaire ».
L'afflux soudain de décès fait croire à de nombreux habitants qu'une malédiction s'est abattue sur la famille, ce qui a eu pour effet d'attirer davantage l'attention sur elle. Le 6 septembre, la tragédie frappe à nouveau lorsque le neveu d'Ekateríni Dimitréa, Elias Pitsoula, âgé de 5 ans, se met à baver après avoir mangé un loukoum qu'elle lui avait donné. Le garçon meurt sur le chemin de l'hôpital de Kalamata, et en raison de la nature soudaine de sa mort et du fait qu'il n'avait pas de problèmes de santé antérieurs, il suscite de grands soupçons. L'autopsie qui suit a révèle la présence d'une quantité létale de parathion dans son estomac, ce qui conduit les médecins légistes du laboratoire de toxicologie d'Athènes à conclure que le garçon a été empoisonné. Les corps des trois autres victimes sont alors exhumés et examinés et tous trois présentent des traces de parathion.

## Arrestation et aveux
Quatre jours après la mort d'Elias, Ekateríni Dimitréa se rend chez le maire du village et a reconnait les empoisonnements, affirmant qu'elle les a commis pour se venger des membres de sa famille qui l'ont maltraitée. Peu de temps après, elle est arrêtée par les gendarmes à l'église locale et les conduit ensuite vers l'endroit où elle garde sa réserve de parathion et de mercure, ce dernier étant son premier choix pour les meurtres. Lors des interrogatoires de la police, elle affirme avoir également tenté d'empoisonner la femme de son frère et sa nièce Anthoula Thomea, âgée de 4 ans, mais sans succès puisqu'elles n'ont pas accepté s les grenades qu'elle leur proposait. Plus choquant encore, Ekateríni Dimitréa affirme également qu'elle avait l'intention d'empoisonner la nourriture et les boissons lors des funérailles de son frère, dans le but de tuer potentiellement la majorité de la population du village. Peu après ses aveux, Ekateríni Dimitréa est transférée dans une prison de haute sécurité à Kalamata, les autorités craignant qu'elle ne soit lynchée par d'autres villageois.

## Procès et exécution
La nouvelle de l'affaire fait le tour des médias nationaux et internationaux en raison de ses affirmations sensationnelles, dont certaines conduisent les gens à penser qu'Ekateríni Dimitréa n'est pas saine d'esprit. En conséquence, il lui est ordonné de subir une évaluation psychiatrique à l'hôpital psychiatrique public de Dáfni. Les résultats de l'examen concluent qu'elle est d'une intelligence inférieure à la moyenne et qu'elle souffre peut-être d'une sorte de problème neurologique, mais elle est néanmoins diagnostiquée comme saine d'esprit au moment des crimes. Pour cette raison, les enquêteurs et le procureur suggérent que le véritable motif des meurtres est le fait qu'elle hériterait de la maison de sa mère, et que les aveux ne sont qu'un stratagème pour la dépeindre comme une personne aliénée.
En conséquence, elle est jugée pour les quatre meurtres au palais de justice de Nauplie. Au cours du procès, le procureur la qualifie de « hyène de l'enfer » qui a méthodiquement planifié et exécuté chacune de ses victimes, tandis qu'Ekateríni Dimitréa elle-même affirme ne pas se souvenir de ce qu'elle a fait. Le 8 mai 1963, Ekateríni Dimitréa est reconnue coupable de quatre chefs d'accusation de meurtre et de deux chefs d'accusation de tentative d'homicide. En conséquence, elle est condamnée à quatre peines de mort pour chaque meurtre et à quinze ans de prison pour les autres chefs d'accusation. Tous ses appels échouent et, aux premières heures du matin du 10 avril 1965, elle est exécutée par un peloton au champ de tir de Goudí. Elle est l'une des dernières femmes à être exécutée dans le pays avant l'abolition de la peine capitale.